# Faverney
Faverney är en kommun i departementet Haute-Saône i regionen Bourgogne-Franche-Comté i östra Frankrike. Kommunen ligger i kantonen Amance som tillhör arrondissementet Vesoul. År 2022 hade Faverney 976 invånare.

## Befolkningsutveckling
Antalet invånare i kommunen Faverney
| Referens: INSEE |